# Герб Теофіпольського району
Герб Теофіпольського району — офіційний символ Теофіпольського району, затверджений 29 червня 2011 р. рішенням сесії районної ради.

## Опис
Щит напіврозтятий і перетятий срібним хвилястим поясом. На першій червоній частині срібний хрест. На другій лазуровій золоте сонце з людським обличчям. На третій зеленій срібна башта з відчиненими ворітьми і золотим дахом. Щит обрамований золотим декоративним картушем i увінчаний золотою територіальною короною.